# 狹顱鼠屬
狹顱鼠屬（学名：Stenocephalemys）为哺乳綱囓齒目鼠科的一屬，包含四个物种。
與本屬同科的動物尚有狹鼠屬（神女狹鼠）、矢鼠屬（長尾矢鼠）、斯里蘭卡鼠屬（斯里蘭卡鼠）、窟山鼠屬（窟山鼠）等之數種哺乳動物。

## 下属物种
本属包括以下物种：
- 白足狭颅鼠 Stenocephalemys albipes (Rüppell, 1842)
- 白尾狭颅鼠 Stenocephalemys albocaudata Frick, 1914
- 灰尾狭颅鼠 Stenocephalemys griseicauda F.Petter, 1972
- 鲁氏狭颅鼠 Stenocephalemys ruppi (Van der Straeten & Dieterlen, 1983)